# Волжское казачье войско
Во́лжское (Во́лгское) каза́чье во́йско — иррегулярное казачье формирование (казачье войско) на средней и нижней Волге. Образовано в 1734 году указом императрицы Анны Иоанновны на территории проживания волжских казаков.
После Пугачёвского восстания в 1777 году указом императрицы Екатерины II войско было передислоцировано на реку Терек с сохранением всех воинских атрибутов. Оставшиеся волжские казаки на Средней Волге, были преобразованы в самостоятельный Волжский казачий полк, присоединённый к Астраханскому казачьему войску 7 января 1804 года.

## До образования войска
Волгские казаки появились на Волге в XVI веке, и это были всякого рода беглые из Московского государства и выходцы с Дона.
Впервые казаки упоминаются на Нижней Волге в связи с походами по завоеванию Астрахани в 1554 году. В войске Ю. И. Шемяки-Пронского и А. В. Вяземского находился отряд атамана Фёдора Павлова. Казаки совместно с конницей Вяземского разгромили Ямгурчея у Чёрного острова. Во время похода 1556 года, для окончательного присоединения Астрахани, в русском войске находились отряды атаманов Колупаева и Ляпуна Филимонова. Это были донские казаки, вернувшиеся после операций под Астраханью в район Волго-Донской Переволоки.
Помимо городовых казаков Приволжского края, в этот период времени сплотилась прочно и вольная община волжских казаков, исчезнувшая к 1610 году, так как вольным казакам, промышлявшим «воровствами», не было удобно жить в учреждаемых государем острогах, городках и крепостицах и они устремлялись на Терек, Яик и Дон. А упоминаемые с 1560 году «волгские казаки» — те же самые донские казаки, промышлявшие разбоем в районе Жигулей. Правда, историк астраханского казачьего войска И. А. Бирюков считал, что часть казаков после присоединения к Астрахани осталась в ней на службе. Однако источники XVI—XVII веков не фиксируют на Нижней Волге (и в частности, в Астрахани) никаких казаков, кроме «воровских». Более того, Астраханский край был, пожалуй, единственным исключением на южной границе Русского государства, где не фиксируются городовые казаки как категория служилых людей по прибору. Казаки же, направленные после «смуты» на службу в Астрахань, были переведены на положение стрельцов, что, естественно, изменило и их социальный статус.
В 1698 году после бунта московских стрельцов часть из них по указу Петра I были высланы в Красный Яр, Чёрный Яр, Царицын, Камышин и Саратов. «Из них красноярские приняли название красноярских казаков, черноярские остались при имени стрельцов; камышинские были известны под именем солдат, а саратовские — ружников». Численность этих формирований колебалась от 200 до 250 человек. В первой половине XVIII века городовые команды в нижневолжских городах получают наименования казачьих.
В 1718—1720 годах по повелению Петра I создается Царицынская сторожевая линия между Доном и Волгой. Линию предполагалось заселить донскими казаками, но в 1733 году было решено казаков-переселенцев перевести на Волгу и образовать из них Волжское войско.

## История Волжского казачьего войска
В 1732 году, по указу императрицы Анны Иоанновны в целях усиления Царицынской сторожевой линии с Дона на Волгу было переведено более 1 000 семейств донских казаков.
В грамоте войску, от 20 января 1734 года, говорилось: «Записавшихся в Царицынскую линию донских казаков… поселить по Волге, где прежде была слобода Дубовка… между Царицына и Камышина. Служить вам вместо донских казаков при Саратове и в Астрахани., также и в других местах… и писаться вам Волжскими казаками…».
Впоследствии Царицынская линия был переименована в Волжское казачье войско, разделённое на три станицы, Дубовскую, Среднюю и Волжскую, и имевшее четыре крепостцы: Балыклевскую, Караваевскую, Антиповскую и Дубовку — местопребывание войскового атамана, в другом источнике указано что в 1730 году учреждено Волжское казачье войско в станицах: Средней, Дубовской, Волжской, Балыклейской, Коровайской и Антиповской.
С 1771 года началось переселение волжских казаков на Терек и на линию между Моздоком и Азовом. Это вызвало недовольство, вылившееся в почти поголовную поддержку пугачевского бунта. Пугачева встречали в станицах с хоругвями и хлебом-солью; казаки влились в его войско, образовав Дубовский полк. Участие в крестьянской войне окончилось для волжских казаков упразднением войска и ускоренным выселением на Северный Кавказ. Правда, часть их уклонилась от переселения, либо бежали с Кавказской линии на Волгу.
С упразднением, в 1777 году, Вала Анны Иоанновны (Царицынской линии), волжские казаки были переведены на Кавказскую пограничную линию (Кавказскую линию).

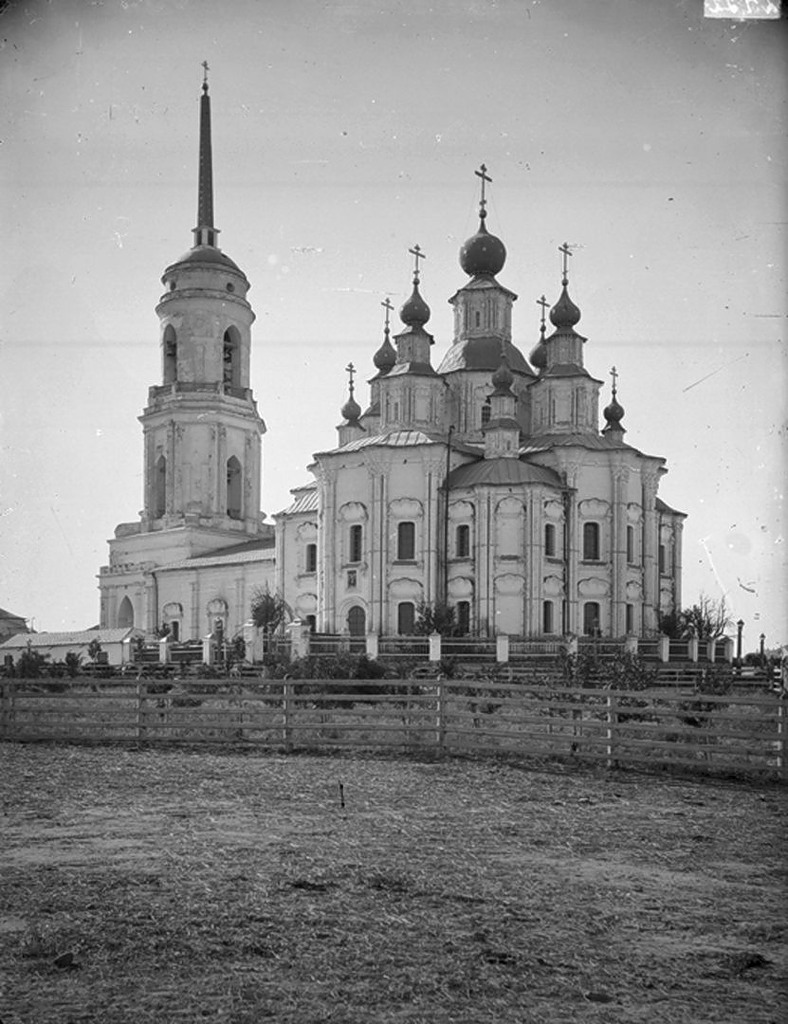
Успенский собор в главной станице (городке) Дубовке, 1796 год
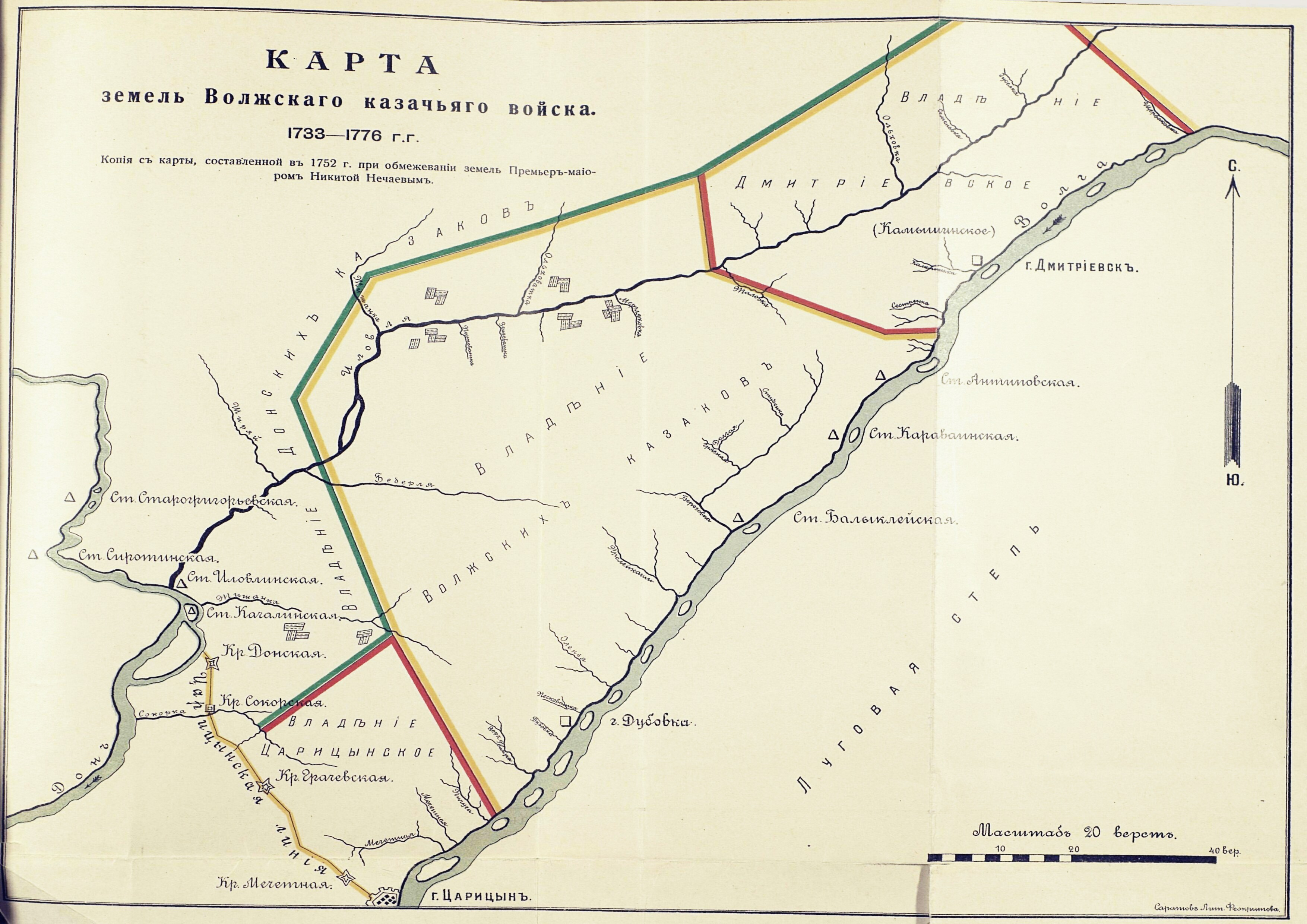
Карта земель Волжского казачьего войска 1733 — 1778 годов
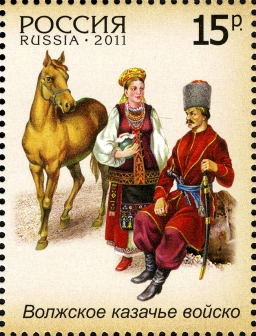
Почтовая марка 2011 год

## Административное устройство
Указом военной коллегии, которой подчинялось войско, ему было дано общеказачье устройство. Казаки получили от правительства пособие на построение дворов, и должны были получать впредь денежное и хлебное жалование в размере 5 рублей и 6 четвертей хлеба на семью каждого рядового казака.
Управление войском составляли двое старшин, есаул, дьяк, четыре писаря, провиантский писарь и толмач. Старшины и есаулы должны были избираться только на 1 год. По истечении года есаулов нельзя было производить в старшины. В каждой станице имелся станичный атаман, два станичных старшины, два станичных есаула и два писаря. Позже число войсковых старшин увеличилось до 4, есаулов — до 2. Количество станичных есаулов и писарей уменьшилось. Их стало по 1 в каждой станице. Атаманы, старшины и есаулы избирались на войсковых, станичных кругах. Волжское войско имело свой суд. Сложные судебные дела рассматривались Царицынским комендантом, наиболее важные — Военной коллегией.

## Атаманы
1. Макар Никитич Персидский (15 (26) января 1734—) — основатель и первый атаман Волгского казачьего войска[9].
2. Василий Макарович Персидский (не позже 1773 — 7 (18) сентября 1780) — сын Макара Никитича Персидского[9].

## Переселение на Кавказ
Новое войско недолго просуществовало на своем месте. Решение о переселении волжцев-пограничников на реку Терек было принято в 1765 году, однако реальное основание их станиц на Кавказе (Галюгаевской, Ищерской, Наурской, Мекенской, Калиновской) произошло только в 1771 году. В 1770 году 517 семейств из его состава были переселены к Моздоку и помещены в пяти станицах по левому берегу Терека, между Моздоком и гребенским войском, для охраны края от набегов кабардинцев. Они образовали Моздокский полк, во главе которого был поставлен вместо войскового атамана полковой командир. В 1777 году в состав полка были включены 200 семей калмыков, принявших православие, которые вскоре вернулись в буддизм, а в 1799 — русская милиция Моздокской крепости, существовавшая до тех пор отдельно под наименованием Московской легионной казачьей команды.
В связи с переселением большей части волжских казаков на реку Терек и финансово-материальными расходами на это, оставшиеся волжские казаки остались без тяжёлого вооружения и боеприпасов. Несмотря на это на них была возложена обязанность обороны Средней Волги от наступающей армии Емельяна Пугачёва, во время Крестьянской войны в 1774 году. Явная невозможность сопротивления армии восставших привела к тому, что большинство станиц, вместе с руководством, вынуждена была признать Е. Пугачёва императором «Петром III». Понимая это, правительство Екатерины II не приняло никаких репрессий по отношению к Волжскому казачьему войску, за исключением отдельных казаков, добровольно присоединившихся к самозванцу во время восстания.
В 1777 году с продолжением линии крепостей на Кавказе на запад от Моздока к Азову, сюда была выслана остальная часть Волжского войска, поселенная в пяти станицах, от Екатерининской до Александровской крепости, на протяжении около 200 верст. Сохранив своё прежнее наименование, казаки составляли в строю Волжский казачий полк пятисотенного состава. Постепенно казачьи станицы выдвигались вперед. Для подкрепления силы войска к нему уже в 1832 году были приписаны 4 гражданские селения по Куме с населением до 4050 лиц «обоего пола».
В 1832 году Моздокский и Волжский полки вошли в состав вновь образованного Кавказского линейного войска, в 1860 — Терского.
Оставшиеся на Волге казаки в 1802 году образовали две станицы: Александровскую (ныне станица Суводская Волгоградской области) и Красноглининскую (ныне Пичужинская Волгоградской области), вошедшие в состав Астраханского казачьего полка.